# 10333 Portnoff
10333 Portnoff eller 1991 NZ6 är en asteroid i huvudbältet som upptäcktes den 12 juli 1991 av den belgiske astronomen Henri Debehogne vid La Silla-observatoriet. Den är uppkallad efter Morrie Portnoff.
Asteroiden har en diameter på ungefär 8 kilometer.